# 風見正三
風見 正三（かざみ しょうぞう、1960年〈昭和35年〉 - ）は、日本の都市計画家、社会起業家。宮城大学参与、名誉教授、特任教授。学位は博士（工学）（東京工業大学）、M.B.A.（インペリアル・カレッジ・ロンドン）。茨城県出身

## 人物

### 生い立ちと教育
1960年（昭和35年）生まれ。茨城県出身。日本大学理工学部海洋建築工学科卒業、工学士。日本大学大学院理工学研究科博士前期課程修了、工学修士。
1991年から1993年まで英国留学。1992年9月、ロンドン大学ロンドン・スクール・オブ・エコノミクスにて、M.Sc.（理学修士：都市地域計画学）取得。1992年9月、英国ロンドン大学インペリアル・カレッジ・ロンドンにて経営学修士（M.B.A.）取得。
2007年、「都市の環境持続可能性指標の開発に関する研究」にて東京工業大学より博士（工学）を取得、この関連論文にて、2006年度日本不動産学会・学会賞(論文賞)を受賞する。

### 都市計画家として
日本大学大学院理工学研究科博士前期課程修了後、財団法人日本ダム協会研究部にて地域振興計画に関する調査研究業務等に従事した後、1987年、大成建設株式会社に入社。全国の都市開発・地域開発に関わるとともに、都市デザイン、ランドスケープデザイン、まちづくり戦略の立案に携わる。
1992年、地球サミットロンドン部会に出席。
2016年8月、地球的な視野で社会変革を実現していくための人材育成を行う「ガイア都市創造塾」を創立し、塾長を務める。

#### 宮城大学
2008年4月、宮城大学事業構想学部教授に転身。全国の都市再生、地域再生、環境共生に関わるプロジェクトやソーシャルビジネス、コミュニティビジネスに関する調査研究を進めると共に、全国の自治体の都市計画、環境政策等に関する政策支援、環境省、国土交通省、経済産業省等の政府の政策立案に携わる。2016年4月、宮城大学事業構想学部長、同大学院事業構想学研究科長に就任。2019年4月、宮城大学理事・副学長（研究・地域連携・産学連携担当）に就任。2020年9月、宮城大学理事・副学長（研究・学術情報・地域連携・産学連携・国際交流担当）、図書館長、最高情報責任者に就任。2021年4月、宮城大学研究推進・地域未来共創センターの創設に携わり、初代のセンター長に就任（兼務）する。2025年4月より、宮城大学 参与、名誉教授に就任している。

#### 森の学校
2011年3月11日、東日本大震災に遭遇し、南三陸町をはじめとする、様々な自治体の震災復興計画に携わるとともに、宮城県東松島市の被災した小学校を「森の学校」として再建する震災復興プロジェクトを実現に導いた。2017年11月、「森の学校プロジェクト」におけるコミュニティデザインの取り組みから「グッドデザイン賞2017」を受賞。2020年4月、「森の学校」の先端的なまちづくりに対して「第26回 日本不動産学会長賞(業績賞)」、「森の学校」の環境共生の取り組みについて、日本環境共生学会賞（環境活動賞）」、「森の学校」のプロセスを編纂した著書「森の学校を創る」に対して、「2020年度 日本環境共生学会賞(著述賞)」を受賞。

## 学会
- 日本計画行政学会
- 日本都市計画学会
- 日本不動産学会
- 日本建築学会
- 日本環境共生学会
- 環境アセスメント学会 等

## 主な社会活動
- 日本計画行政学会 常務理事•東北支部長
- 日本環境共生学会 副会長・東北支部長
- 内閣府震災復興型地域社会 雇用創造事業審査委員長
- 宮城県建築審査会長、宮城県みやぎ景観アドバイザー
- 大崎市総合計画審議会 会長、大崎市都市計画審議会 会長、大崎市立地適正化計画推進協議会 会長
- 塩竈市杜と海の景観審議会 会長、仙台市土地利用調整審議会 会長
- 富谷市総合計画審議会 会長、富谷市地域ゼロカーボン戦略策定協議会 会長
- 文部科学省科学技術・学術政策研究所 客員研究官
- 秋田県大潟村応援大使 等

## 賞歴
- 「桜門建築会 加藤賞(日本大学建築系学科最優秀修士論文賞・計画系) 受賞」(1984年3月)
- 「日本建築学会 1984年度論文競技 入選」(1984年5月)
- 「運輸省 大阪湾の未来を考える論文競技 入選」(1990年6月)
- 「(財)計量計画研究所 第4回IBSフェローシップ(研究論文助成制度) 授与」(1997年7月)
- 「日本建築学会 設計競技 2000年度『新世紀の田園居住』関東支部 入選」(2000年10月)
- 「森にしずむ都市戦略モデル公募 日本混相流学会長賞、福島県知事賞」(2001年8月)
- 「アーバンインフラテクノロジー推進会議技術研究発表会優秀賞(まちづくり部門)」(2003年2月)
- 「森にしずむ都市戦略モデル公募　日本混相流学会長賞、福島県知事賞」 (2003年8月)
- 「日本建築学会「都市建築の発展と制御に関する論文」 優秀賞 」(2004年3月)
- 「(財)ベターリビング『既存共同住宅団地の再生に関する提案協議』 入選(選定提案)」(2004年3月)
- 「日本橋まちづくりアイデアコンペ 優秀賞」(2004年11月)
- 「第7回まちの活性化・都市デザイン競技　国土交通大臣賞」(2005年6月)
- 「2006年度　日本不動産学会　学会賞（論文賞）」(2007年5月)
- 「第10回まちの活性化・都市デザイン競技　国土交通大臣賞」(2008年6月)
- 「日本環境共生学会　2015年度　学会賞（著述賞）」(2015年9月)
- 「日本計画行政学会　2017年度　日本計画行政学会第17回計画賞 入賞」(2017年)
- 「日本デザイン振興会 グッドデザイン賞2017 受賞」(2017年11月)
- 「日本不動産学会 第26回日本不動産学会長賞 受賞」(2020年5月)
- 「2020年度 日本環境共生学会賞(環境活動賞)受賞」(2020年9月)
- 「2020年度 日本環境共生学会賞(著述賞)受賞」(2020年9月)
- 「2021年度 JIA東北建築大賞」
- 「2022年度 日本環境共生学会賞 (環境活動賞)」
- 「2022年度 日本環境共生学会賞 (著述賞)」
- 「2023年度 日本環境共生学会賞 (著述賞)」
- 「2023年度 不動産学会長賞（業績賞）」
- 「2024年度 日本環境共生学会賞　(環境活動賞)」

## 著作

### 単著
- 社会的共通資本としてのコミュニティの再構築 (単著) (財団法人地域生活研究所、2009年9月)
- 地域主体による持続可能なまちづくり－社会的共通資本としてのコミュニティの再構築 (単著) (財団法人地域生活研究所、2009年10月)
- 知的思考法-人間の進化と地球の未来- (単著) (Gaiable出版、2020年8月)
- 人生学のバイブル 最高の人生を手に入れる8つのマスターキー (単著) (風詠社、2024年1月)

### 共著
- 「明日の田園都市への誘い」−ハワードの構想に発したその歴史と未来− (共著) (彰国社、2001年10月)
- 「テーマコミュニティの森」−ヒューマンサイズの新しい都市− (共著) (ぎょうせい、2002年12月)
- コミュニティ・ビジネスのすべて−理論と実践マネジメント− (共著) (ぎょうせい、2009年7月)
- コミュニティビジネス入門−地域市民の社会的事業− (共著) (学芸出版社、2009年10月)
- 東日本大震災　復興への提言　持続可能な経済社会の構築 (共著) (東大出版会、2011年7月)
- 地域診断法～鳥の目、虫の目、科学の目 (共著) (新評論、2012年3月)
- ポスト3.11　変わる学問 (共著) (朝日新聞出版、2012年3月)
- 震災復興と生体適応 −国連生物多様性の10年とRIO+20に向けて− (共著) (国際書院、2013年8月)
- 東日本大震災とNPO・ボランティア (共著) (ミネルヴァ書房、2013年9月)
- 都市・地域の持続可能性アセスメント–人口減少時代のプランニングシステム− (共著) (学芸出版社、2015年7月)
- 新コモンズ論−幸せなコミュニティをつくる八つの実践− (共著) (中央大学出版部、2016年3月)

### 編著
- 復興から学ぶ市民参加型のまちづくり−中間支援とネットワーキング− (創成社、2018年12月)
- 復興から学ぶ市民参加型のまちづくりII −ソーシャルビジネスと地域コミュニティ− (創成社、2020年3月)
- 森の学校を創る−震災復興から発する教育の未来− (山口北州印刷株式会社、2020年3月)